# Lac Blanca
Le lac Blanca (Blanca Lake) est un lac de la Henry M. Jackson Wilderness, dans la chaîne des Cascades, dans l'État de Washington, aux États-Unis.